# Saint-Maclou-la-Brière
Pour les articles homonymes, voir Saint-Maclou et Brière (homonymie).
Saint-Maclou-la-Brière est une commune française située dans le département de la Seine-Maritime en région Normandie.

## Géographie

### Localisation

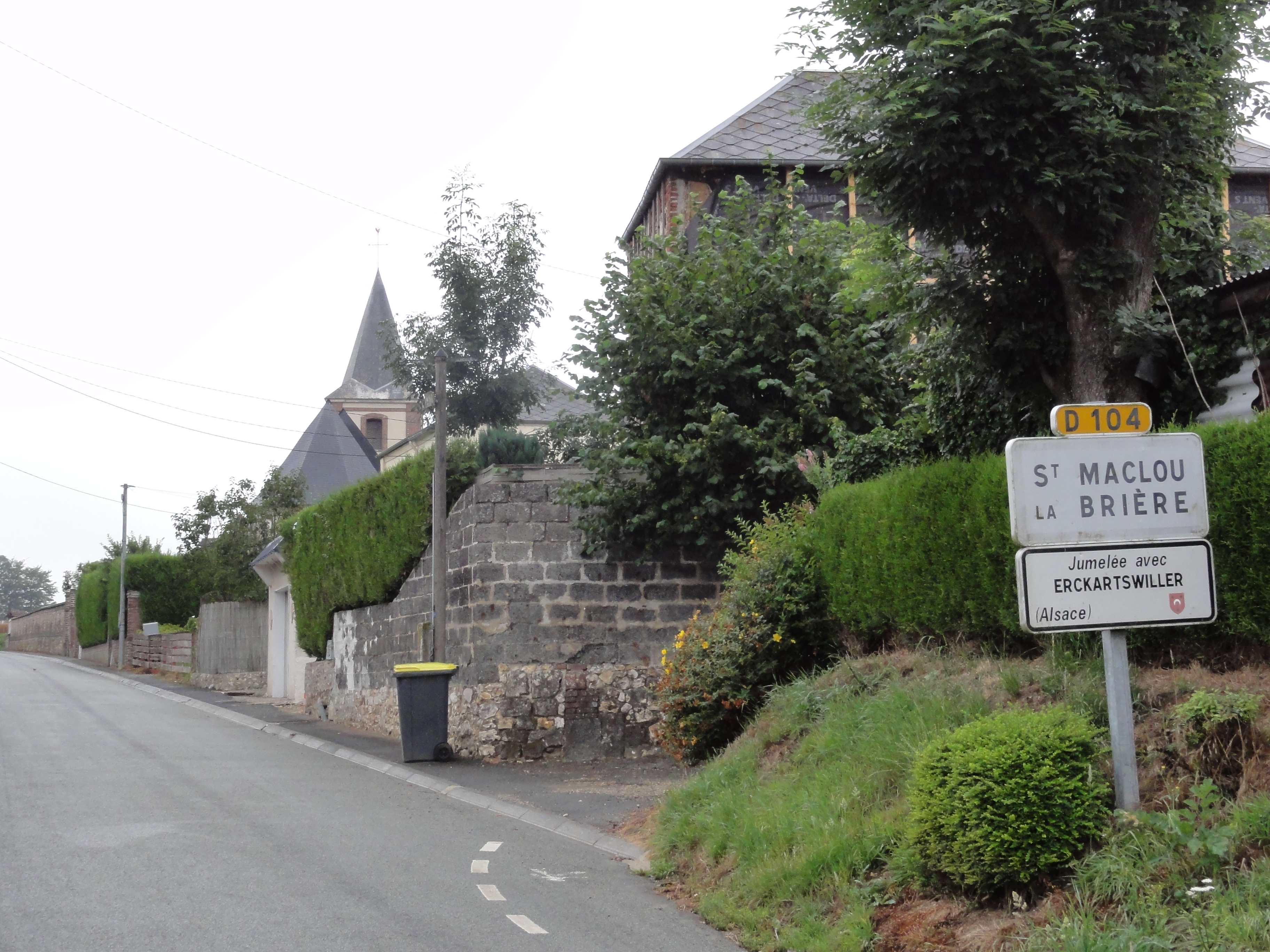
Entrée de Saint-Maclou-la-Brière.
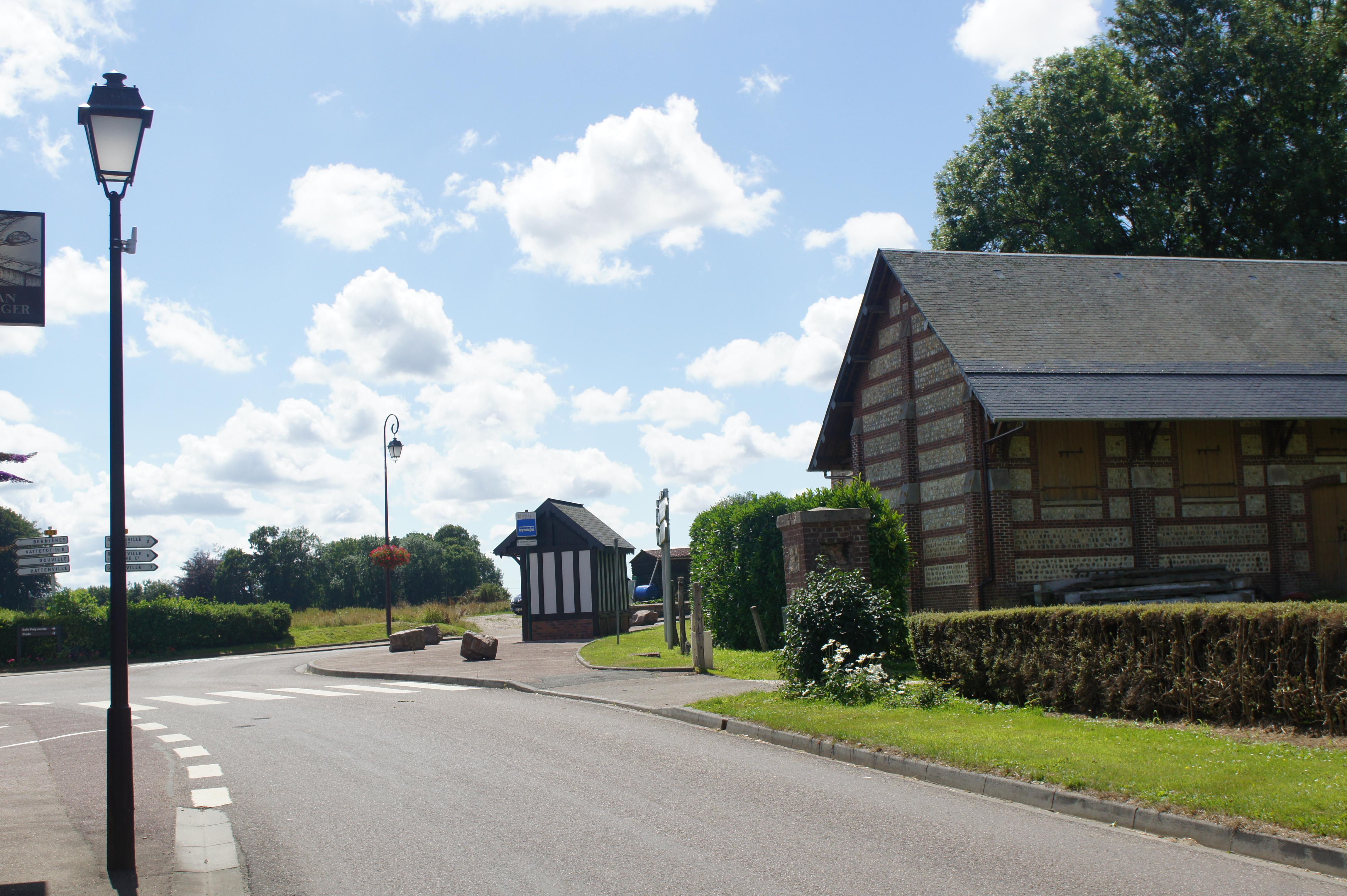
Une rue à Saint-Maclou-la-Brière.
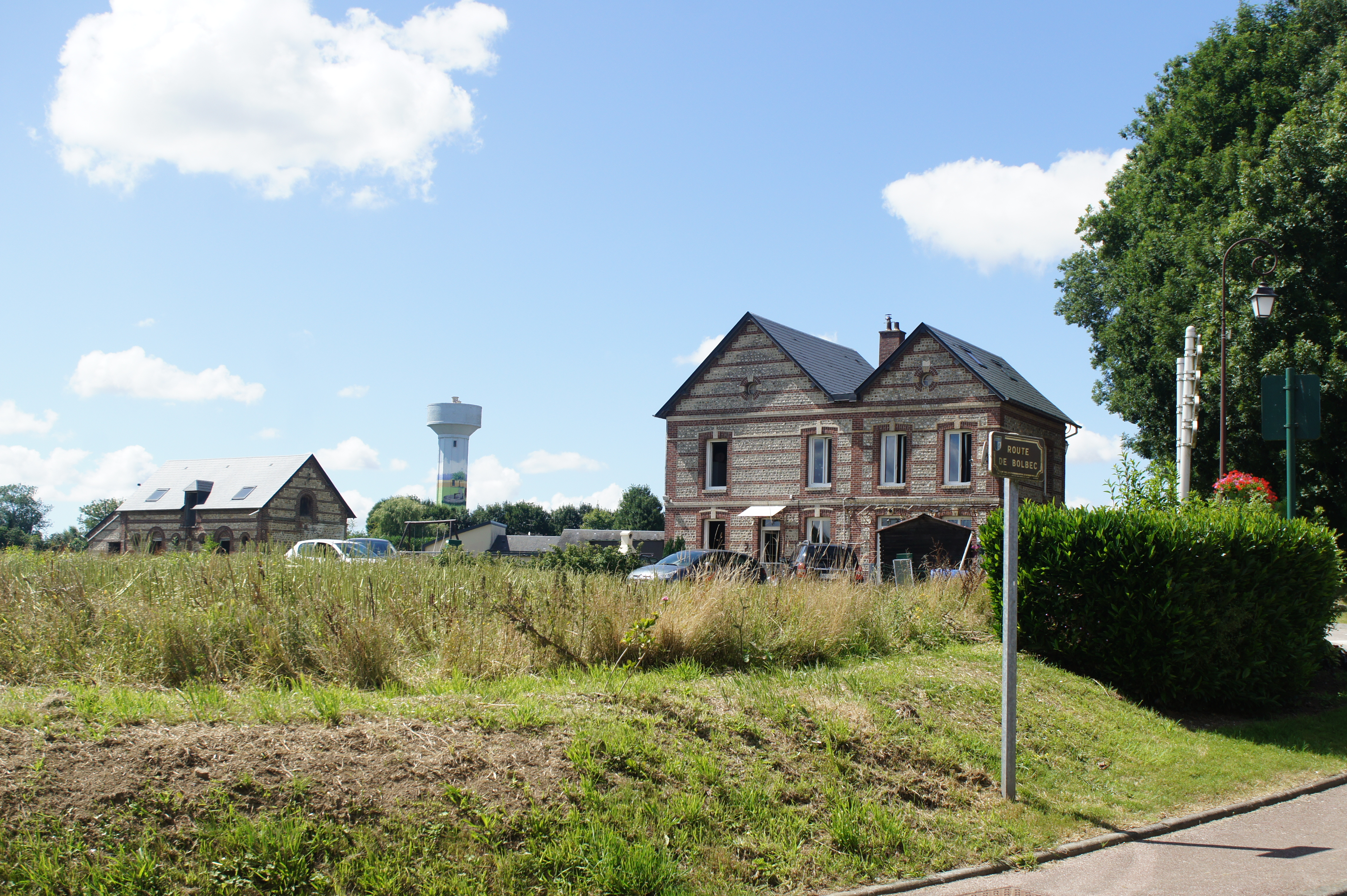
Vue du château-d'eau.

| Angerville-Bailleul    | Bénarville             | Tocqueville-les-Murs |
| Gonfreville-Caillot    | Saint-Maclou-la-Brière | Rouville             |
| Vattetot-sous-Beaumont |                        | Bernières            |

### Hydrographie
La commune est située dans le bassin Seine-Normandie. Elle n'est drainée par aucun cours d'eau,.

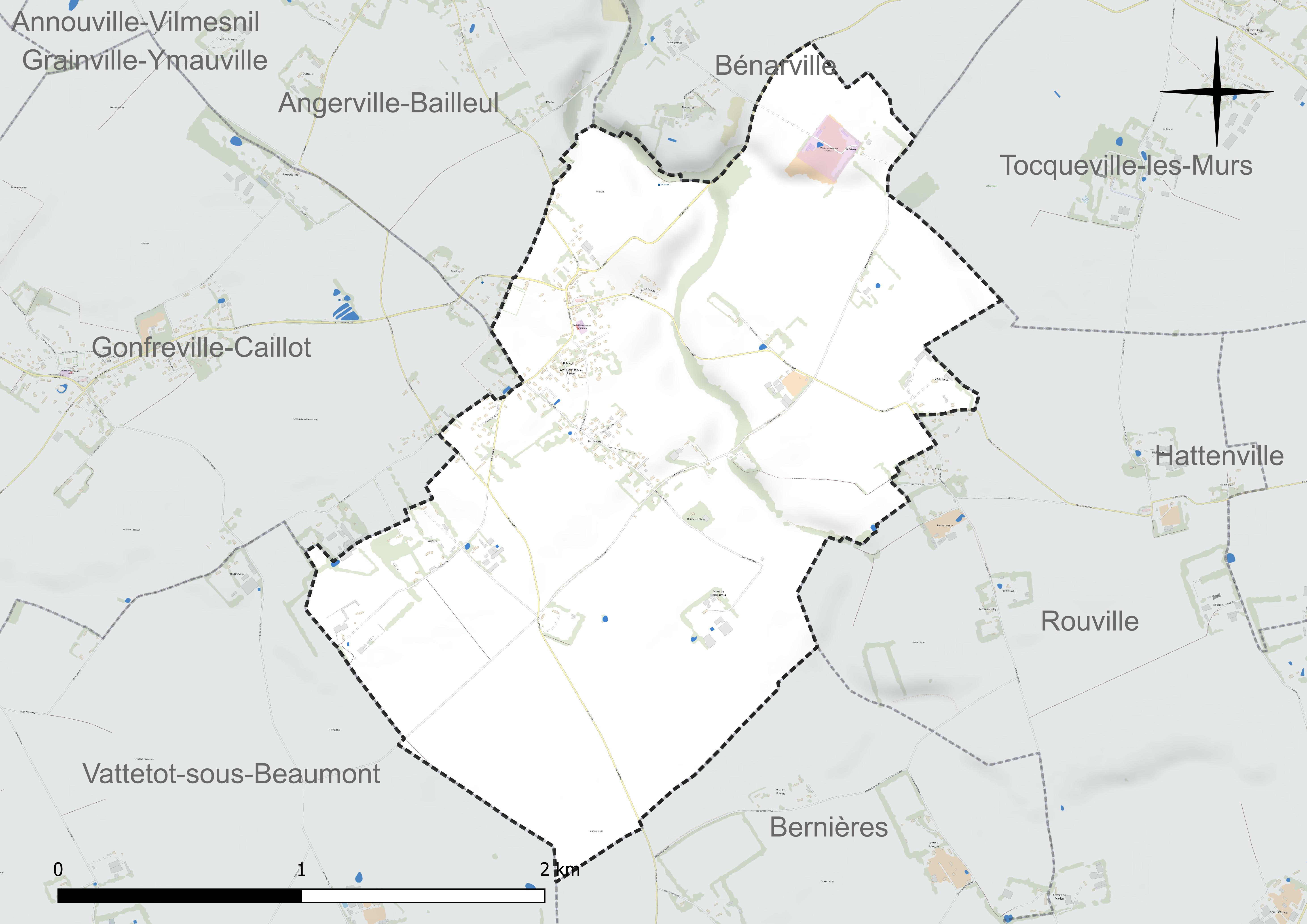
Réseau hydrographique de Saint-Maclou-la-Brière.

### Climat
Pour des articles plus généraux, voir Climat de la Normandie et Climat de la Seine-Maritime.
En 2010, le climat de la commune est de type climat océanique franc, selon une étude du CNRS s'appuyant sur une série de données couvrant la période 1971-2000. En 2020, Météo-France publie une typologie des climats de la France métropolitaine dans laquelle la commune est exposée à un climat océanique et est dans la région climatique Côtes de la Manche orientale, caractérisée par un faible ensoleillement (1 550 h/an) ; forte humidité de l’air (plus de 20 h/jour avec humidité relative > 80 % en hiver), vents forts fréquents. Parallèlement le GIEC normand, un groupe régional d’experts sur le climat, différencie quant à lui, dans une étude de 2020, trois grands types de climats pour la région Normandie, nuancés à une échelle plus fine par les facteurs géographiques locaux. La commune est, selon ce zonage, exposée à un « climat maritime », correspondant au Pays de Caux, frais, humide et pluvieux, légèrement plus frais que dans le Cotentin.
Pour la période 1971-2000, la température annuelle moyenne est de 10,4 °C, avec une amplitude thermique annuelle de 13,2 °C. Le cumul annuel moyen de précipitations est de 967 mm, avec 13,7 jours de précipitations en janvier et 9 jours en juillet. Pour la période 1991-2020, la température moyenne annuelle observée sur la station météorologique la plus proche, située sur la commune de Petiville à 23 km à vol d'oiseau, est de 12,0 °C et le cumul annuel moyen de précipitations est de 844,9 mm,. Pour l'avenir, les paramètres climatiques de la commune estimés pour 2050 selon différents scénarios d’émission de gaz à effet de serre sont consultables sur un site dédié publié par Météo-France en novembre 2022.

## Urbanisme

### Typologie
Au 1er janvier 2024, Saint-Maclou-la-Brière est catégorisée commune rurale à habitat dispersé, selon la nouvelle grille communale de densité à sept niveaux définie par l'Insee en 2022.
Elle est située hors unité urbaine. Par ailleurs la commune fait partie de l'aire d'attraction du Havre, dont elle est une commune de la couronne,. Cette aire, qui regroupe 116 communes, est catégorisée dans les aires de 200 000 à moins de 700 000 habitants,.

### Occupation des sols
L'occupation des sols de la commune, telle qu'elle ressort de la base de données européenne d’occupation biophysique des sols Corine Land Cover (CLC), est marquée par l'importance des territoires agricoles (100 % en 2018), une proportion identique à celle de 1990 (100 %). La répartition détaillée en 2018 est la suivante : 
terres arables (76 %), prairies (14,5 %), zones agricoles hétérogènes (9,5 %). L'évolution de l’occupation des sols de la commune et de ses infrastructures peut être observée sur les différentes représentations cartographiques du territoire : la carte de Cassini (XVIIIe siècle), la carte d'état-major (1820-1866) et les cartes ou photos aériennes de l'IGN pour la période actuelle (1950 à aujourd'hui).

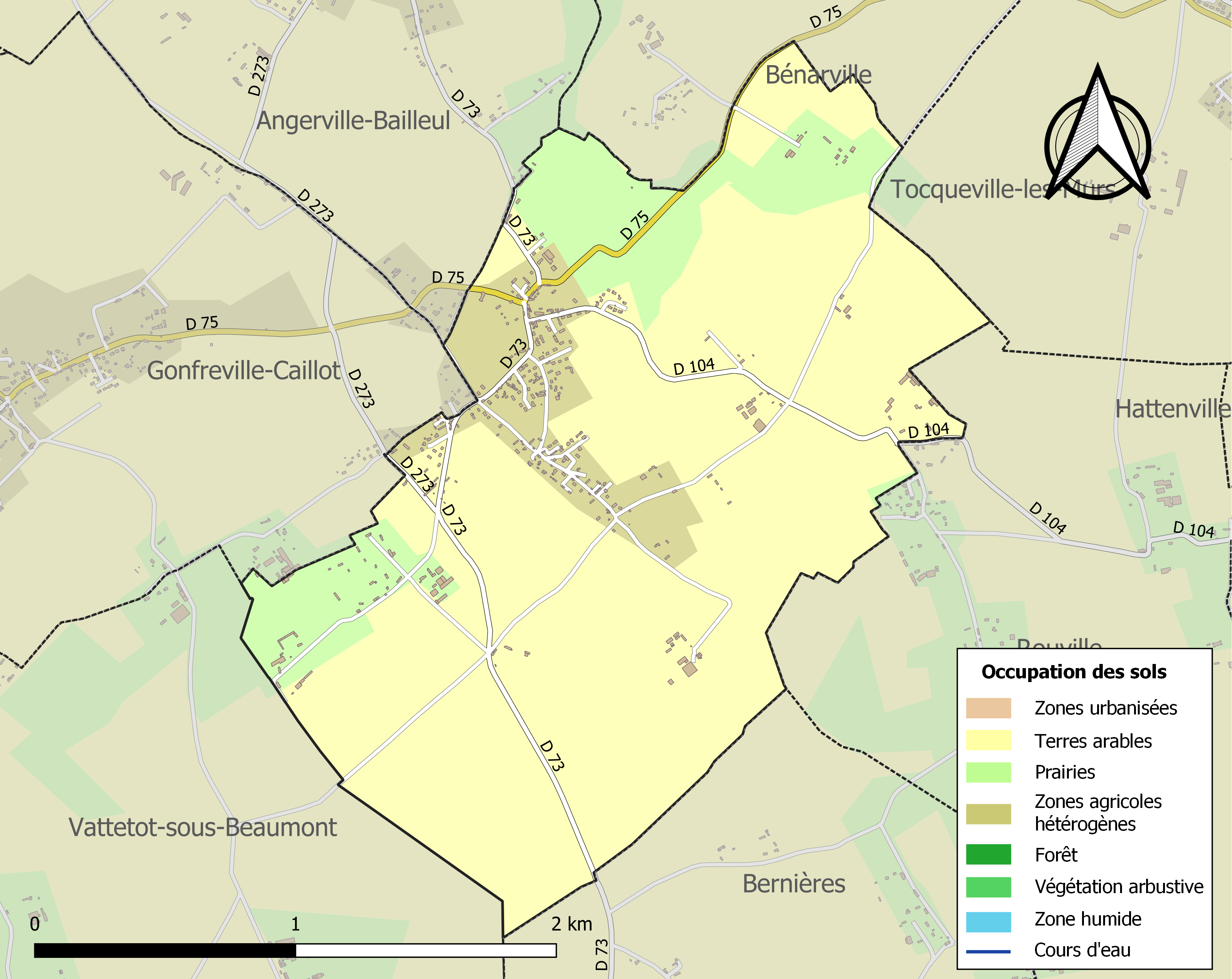
Carte des infrastructures et de l'occupation des sols de la commune en 2018 (CLC).

## Toponymie
Le nom de la localité est attesté sous les formes Sancti Macuti de Bruieria en 1337, Saint Maclou de la Bruière en 1431, Saint Maclou de la Bruyère en 1503, Saint Maclou de la Brière entre 1525 et 1551, Saint Maclou de la Bryère en 1564, Saint Maclou de la Bruière en 1713, Saint Maclou de la Bruyère ou Brière en 1715, Saint Maclou de la Bruyère en 1788.
Saint Maclou est un hagiotoponyme constitué du terme d'oïl saint et de l'hagionyme Maclovius.
Saint-Maclou-la-Brière comporte, en son complément, la variante dialectale de "bruyère".

## Histoire
Au cours de la Révolution française, la commune porte provisoirement le nom de L'Unité.

## Politique et administration
| Période                                  | Période                    | Identité         | Étiquette | Qualité                                                              |
| ---------------------------------------- | -------------------------- | ---------------- | --------- | -------------------------------------------------------------------- |
| Les données manquantes sont à compléter. |                            |                  |           |                                                                      |
| mars 2001                                | 2008                       | Pierre Lambert   |           |                                                                      |
| mars 2008                                | mai 2020                   | Benoît Deschamps |           | Retraité                                                             |
| mai 2020                                 | En cours (au 10 août 2020) | Antonio Quesada  |           | Chef d'entreprise Vice-président de la CC Campagne de Caux (2020 → ) |

## Démographie
L'évolution du nombre d'habitants est connue à travers les recensements de la population effectués dans la commune depuis 1793. Pour les communes de moins de 10 000 habitants, une enquête de recensement portant sur toute la population est réalisée tous les cinq ans, les populations de référence des années intermédiaires étant quant à elles estimées par interpolation ou extrapolation. Pour la commune, le premier recensement exhaustif entrant dans le cadre du nouveau dispositif a été réalisé en 2004.

En 2022, la commune comptait 470 habitants, en évolution de −3,09 % par rapport à 2016 (Seine-Maritime : +0,35 %, France hors Mayotte : +2,11 %).
| 1793 | 1800 | 1806 | 1821 | 1831 | 1836 | 1841 | 1846 | 1851 |
| ---- | ---- | ---- | ---- | ---- | ---- | ---- | ---- | ---- |
| 461  | 520  | 533  | 562  | 552  | 574  | 541  | 560  | 535  |

| 1856 | 1861 | 1866 | 1872 | 1876 | 1881 | 1886 | 1891 | 1896 |
| ---- | ---- | ---- | ---- | ---- | ---- | ---- | ---- | ---- |
| 551  | 573  | 568  | 596  | 553  | 537  | 530  | 512  | 480  |

| 1901 | 1906 | 1911 | 1921 | 1926 | 1931 | 1936 | 1946 | 1954 |
| ---- | ---- | ---- | ---- | ---- | ---- | ---- | ---- | ---- |
| 432  | 445  | 376  | 306  | 334  | 345  | 370  | 342  | 336  |

| 1962 | 1968 | 1975 | 1982 | 1990 | 1999 | 2004 | 2006 | 2009 |
| ---- | ---- | ---- | ---- | ---- | ---- | ---- | ---- | ---- |
| 330  | 302  | 284  | 368  | 392  | 417  | 437  | 478  | 503  |

| 2014 | 2019 | 2022 | - | - | - | - | - | - |
| ---- | ---- | ---- | - | - | - | - | - | - |
| 493  | 462  | 470  | - | - | - | - | - | - |

## Vie associative et sportive

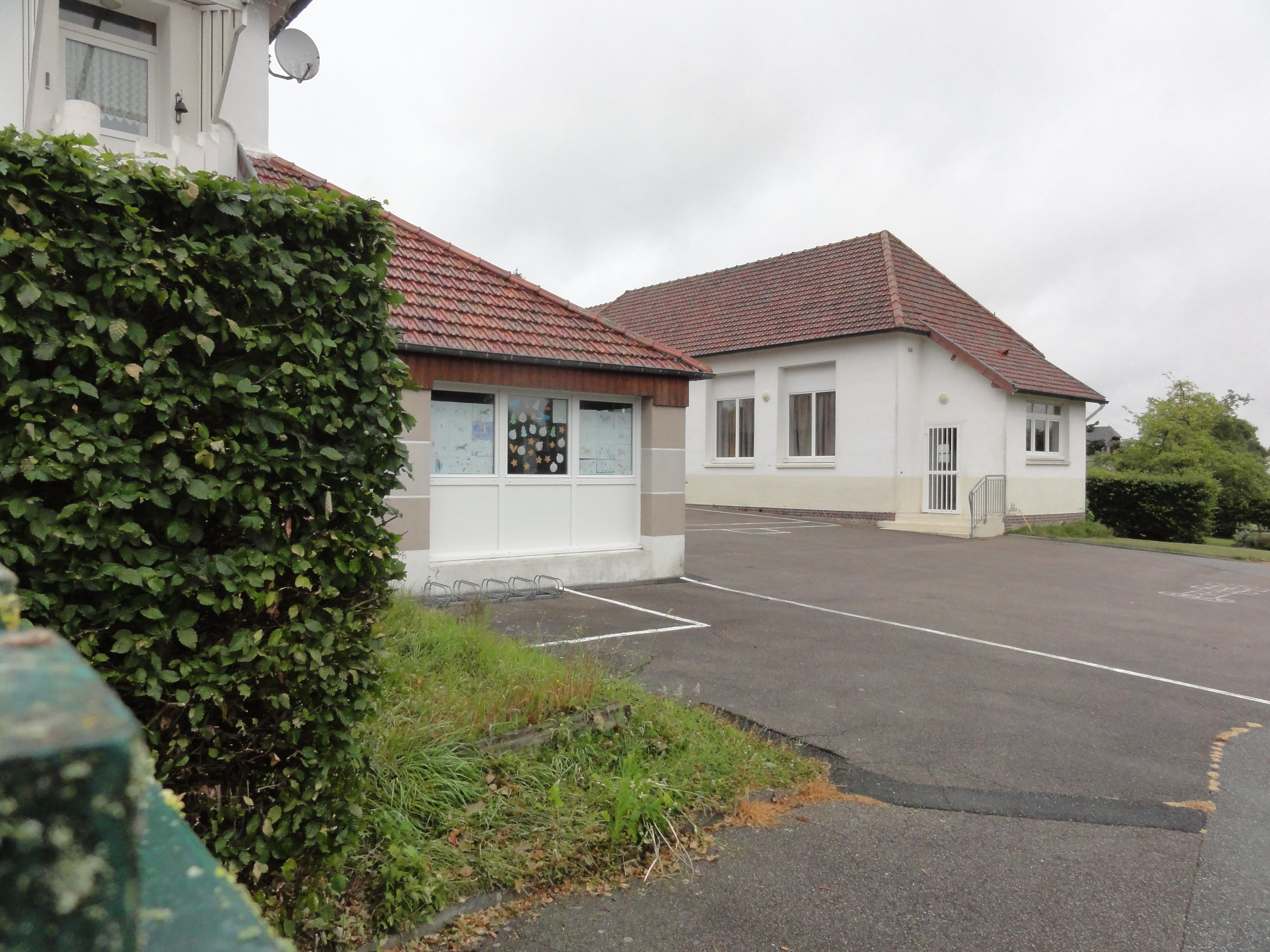
Salle polyvalente.
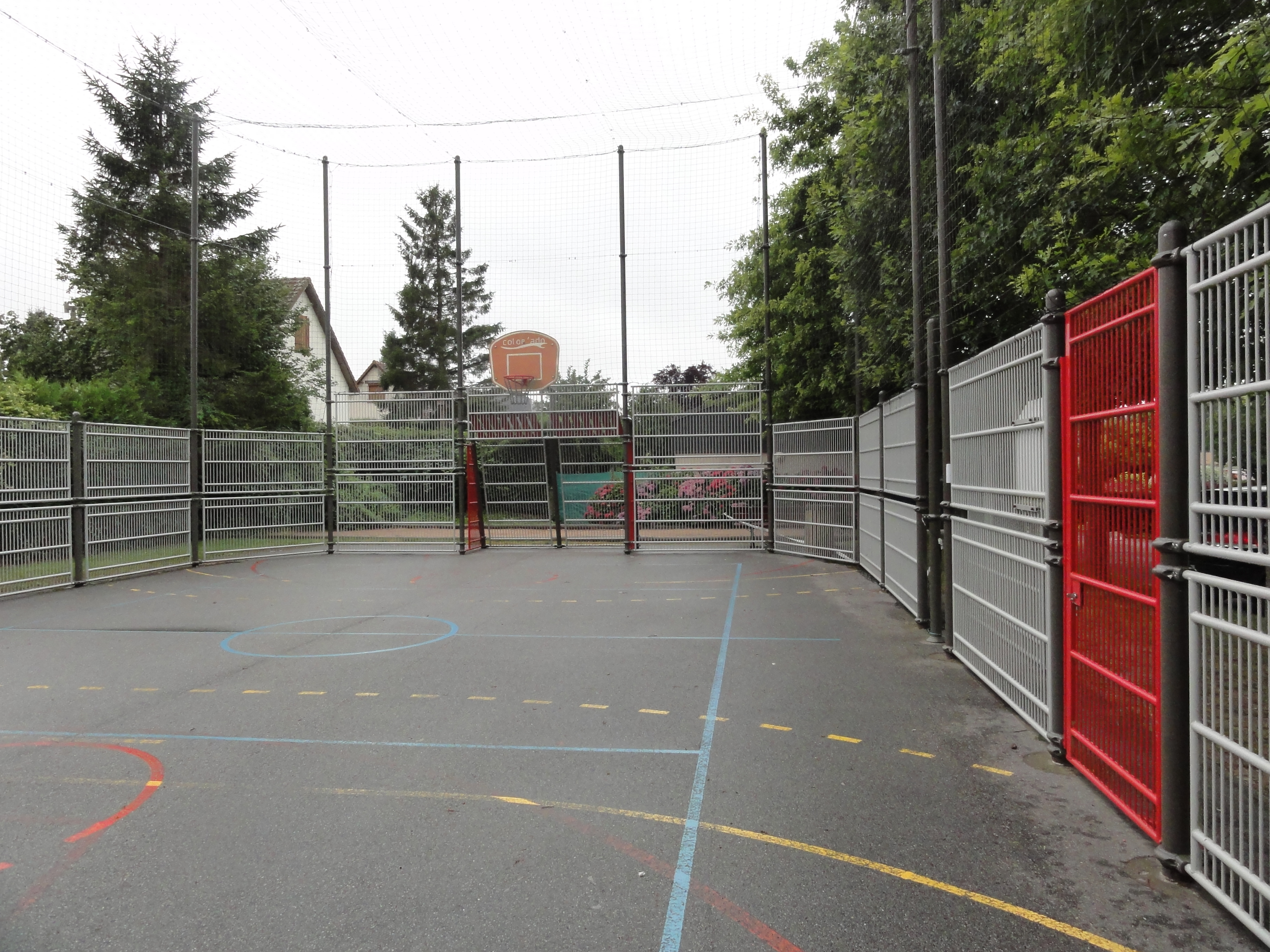
Terrain multisports.

- Salle polyvalente.
- Terrain multisports.

## Culture locale et patrimoine

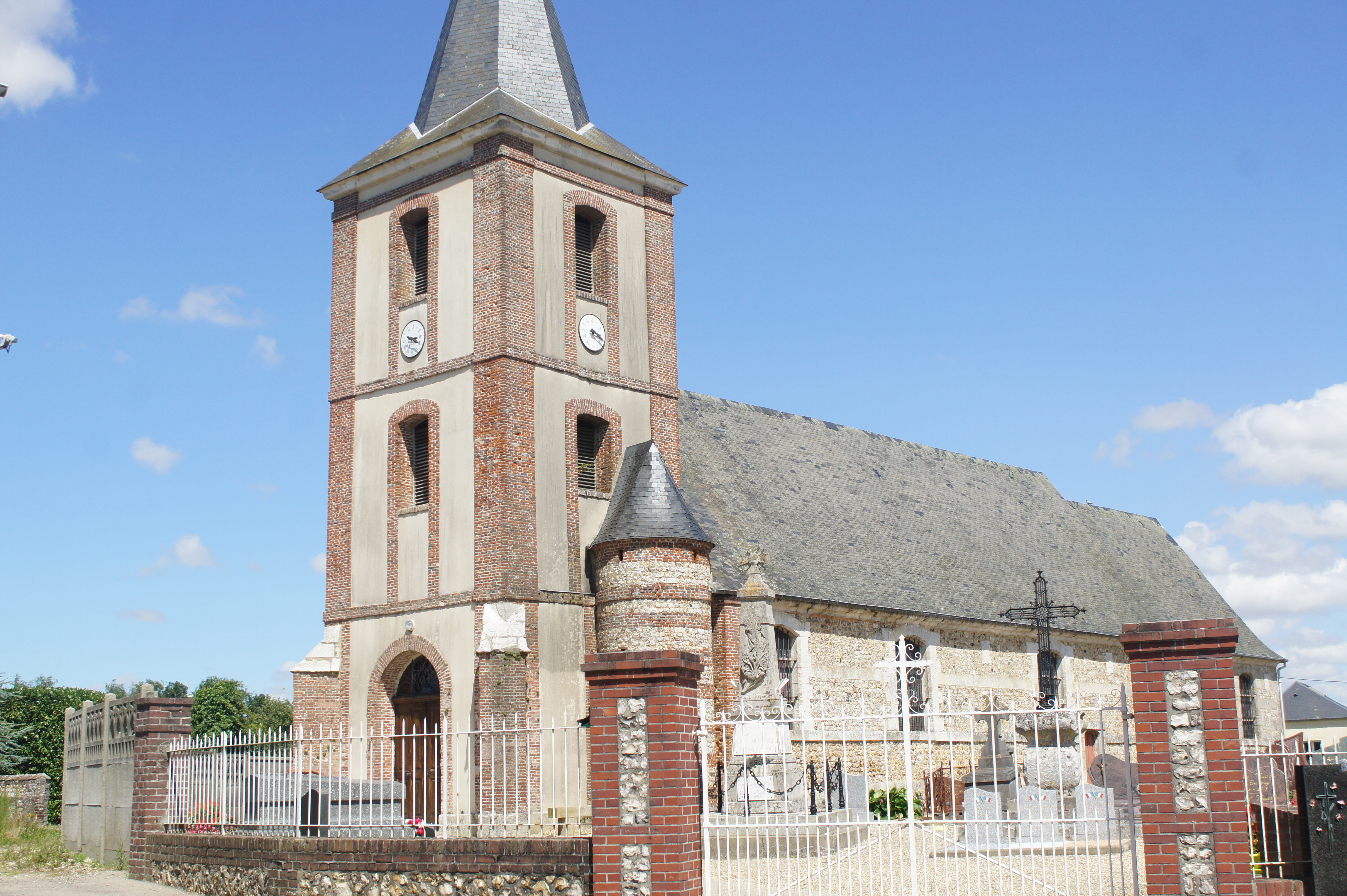
L'église de Saint-Maclou-la-Brière.

### Lieux et monuments
- Église Saint-Maclou.
- Maison des traditions normandes.

#### Mémoriaux de guerre
- Monument aux morts.
- Petit Carré militaire au cimetière.
- Tombe et mémorial du pilote Stellin.

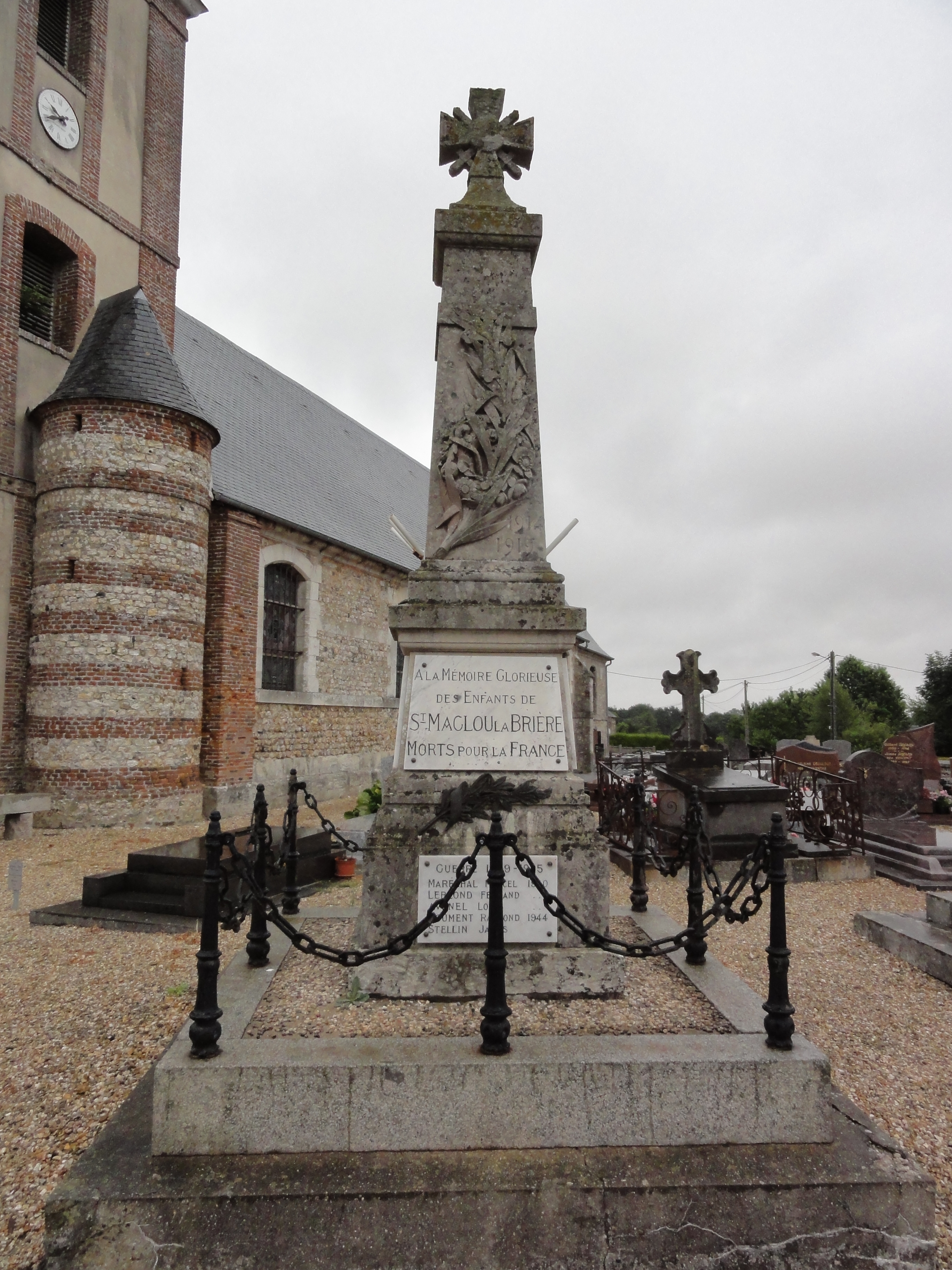
Monument aux morts.
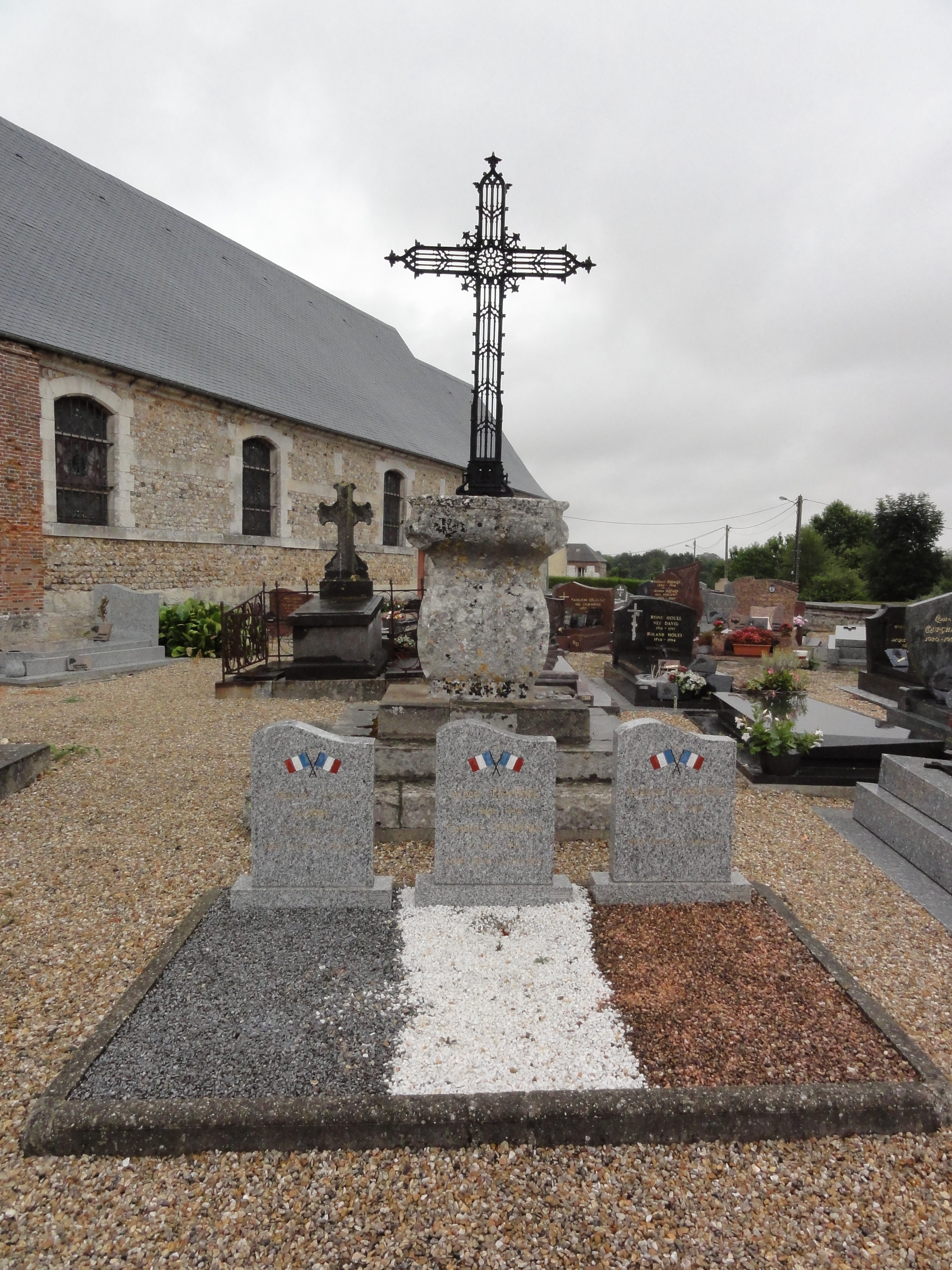
Carré militaire.
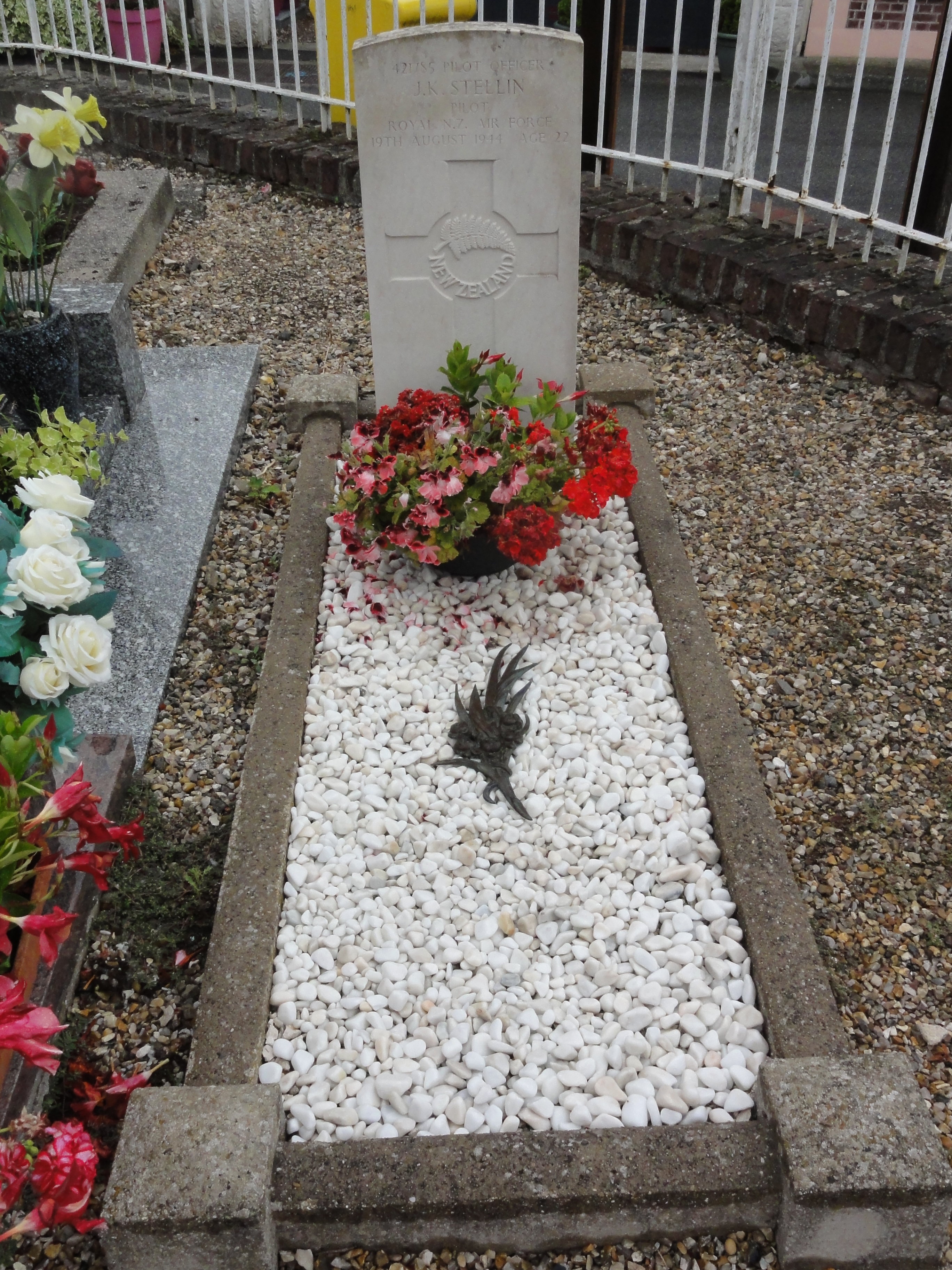
Tombe du pilote Stellin.
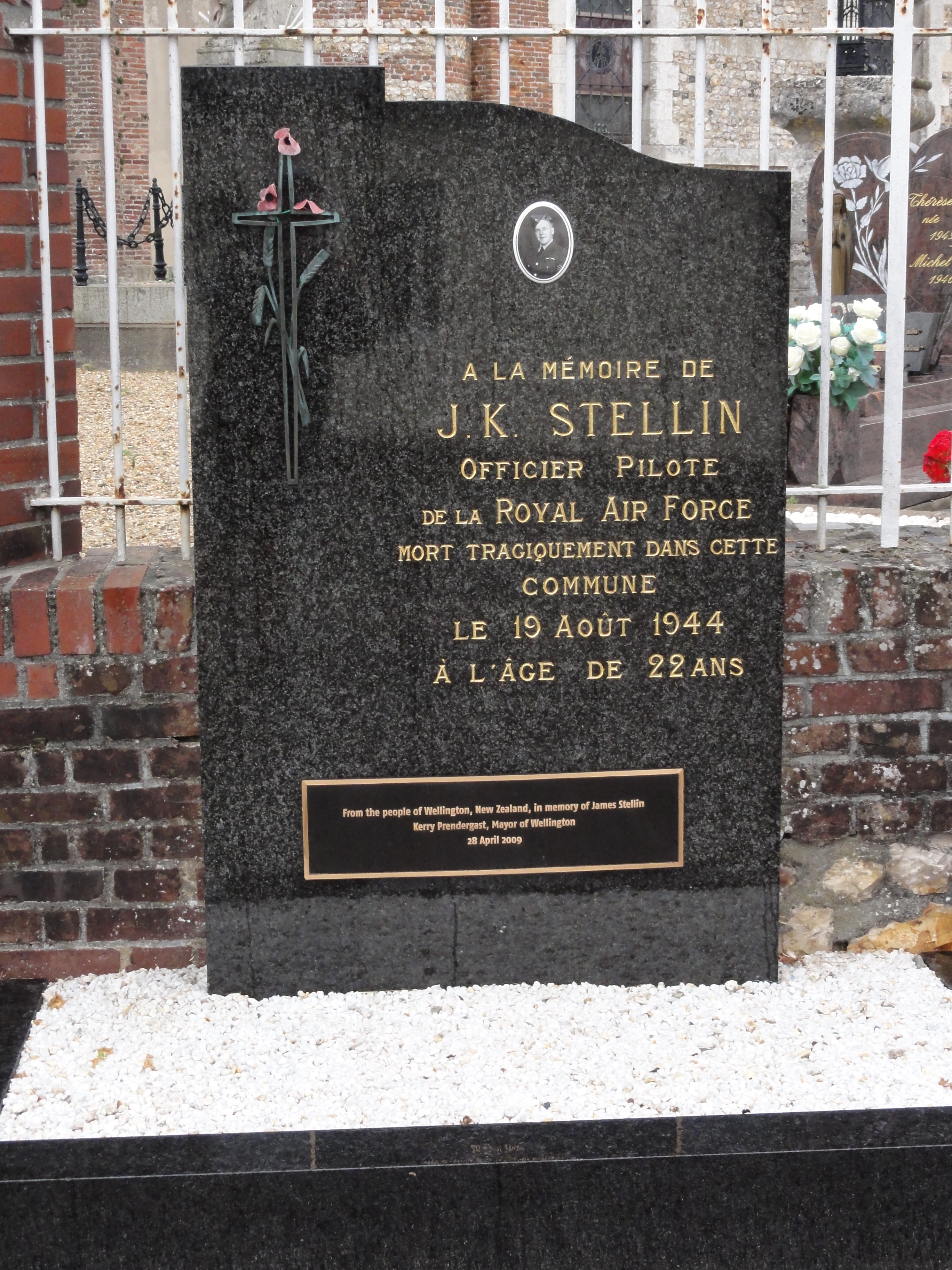
Mémorial du pilote Stellin.

### Héraldique
| Armes de Saint-Maclou-la-Brière | Les armes de la commune de Saint-Maclou-la-Brière se blasonnent ainsi : Parti, au premier d’azur aux trois épis de blé tigés et feuillés d’or mal ordonnés, au deuxième de gueules à saint Maclou évêque avec sa crosse d’or, le tout sommé d’un chef d’argent chargé de deux léopards de gueules. Les deux léopards rappellent les armes de la Normandie. |